# Bukowina Tatrzańska
Bukowina Tatrzańska è un comune rurale polacco del distretto di Tatra, nel voivodato della Piccola Polonia.
Ricopre una superficie di 131,84 km² e nel 2004 contava 12 274 abitanti.